# Caribacris stoneri
Caribacris stoneri är en insektsart som först beskrevs av Andrew Nelson Caudell 1922.  Caribacris stoneri ingår i släktet Caribacris och familjen gräshoppor. Inga underarter finns listade i Catalogue of Life.